# José Fernández del Cueto

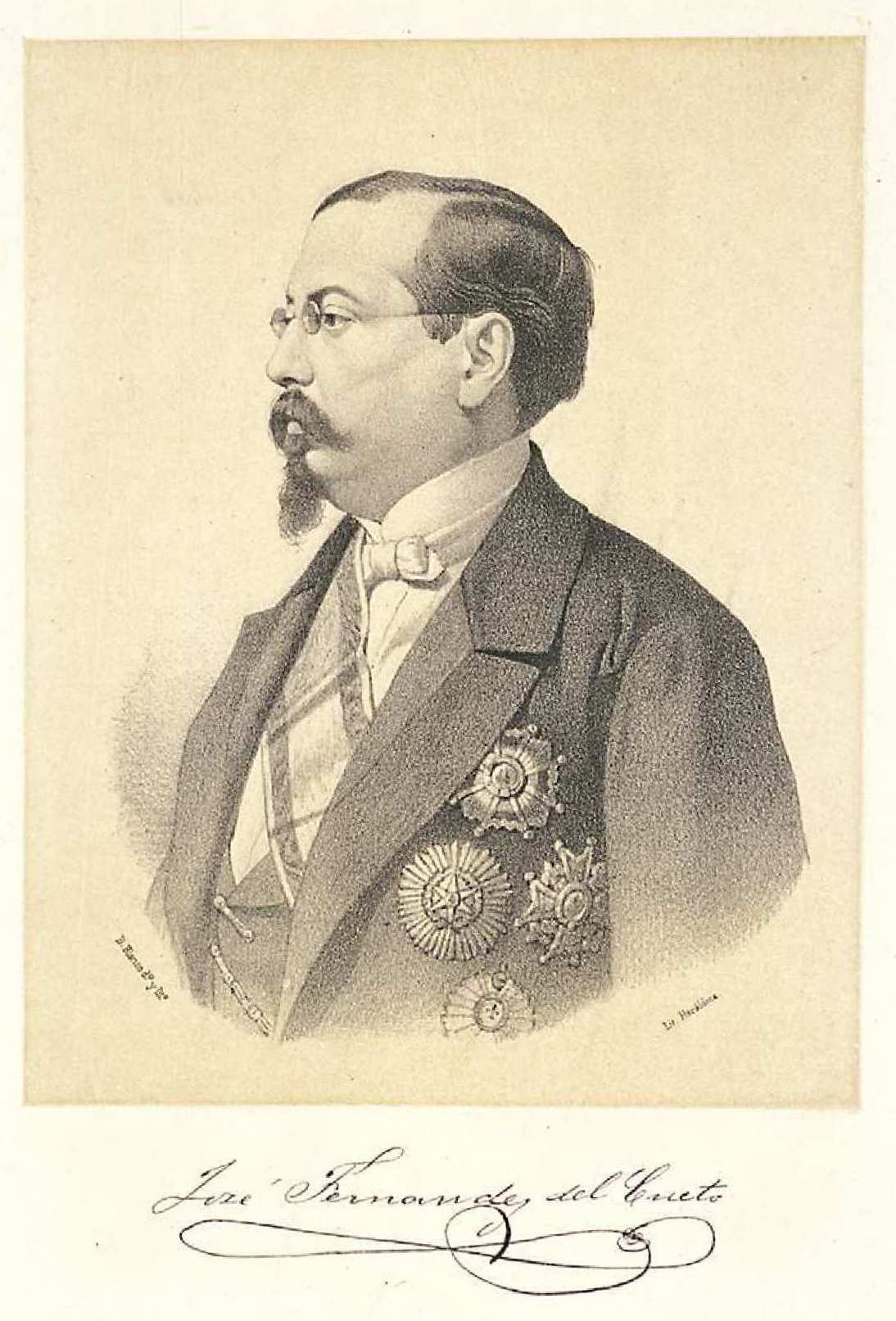
Retrato de José Fernández del Cueto, litografía de Bernardo Blanco y Pérez por dibujo propio, Litografía Heráldica. Biblioteca Nacional de España.

José Fernández del Cueto (La Habana, 14 de septiembre de 1830-Madrid, 22 de diciembre de 1869) fue un político español afiliado a la Unión Liberal de Leopoldo O'Donnell.
Diputado por la circunscripción de Toledo, distrito de Madridejos, en las elecciones del 31 de octubre de 1858, renunció al acta en diciembre de 1860, tras su nombramiento como gobernador civil de las Baleares en el mes de agosto, cargo en el que permaneció hasta junio de 1861. Como gobernador de las Baleares recibió en Mallorca en septiembre de 1860 a la reina Isabel II en la primera visita a la isla de un rey de España desde Carlos I. Nombrado gobernador civil de Guipúzcoa el 14 de julio de 1865, también en este puesto recibió la visita de la reina, que en septiembre de 1865 viajó a Motril para colocar la primera piedra del monumento a Cosme de Churruca. Volvió a ser elegido diputado en diciembre de ese año por los distritos de Palma, en la circunscripción de las Baleares, y Vich, en la de Barcelona, optando por ocupar el escaño correspondiente a esta última. En las elecciones a cortes constituyentes del 15 de enero de 1869 tras la revolución que puso fin al reinado de Isabel II, revalidó el escaño por Vich y como diputado por tal circunscripción firmó la Constitución de 1869 el 1 de junio. Causó baja por enfermedad en el Congreso el 14 de diciembre del mismo año, siendo sustituido en el escaño por José Puig y Llagostera.
Murió algunos días después, el 22 de diciembre, según recogía La Ilustración española y americana en la necrología española del año 1869, publicada el 25 de enero de 1870, donde informaba de la muerte en Madrid de «Don José Fernández del Cueto, diputado constituyente por la circunscripción de Vich, caballero gran cruz de Isabel la Católica, comendador de Carlos III, de San Mauricio y San Lázaro, de Cristo, etc., cónsul que fue de España en París».